# Белае
Белае (серб. Белаје, Belaje; алб. Belle) — село в общине Дечани в исторической области Метохия. С 2008 года находится под контролем частично признанной Республики Косово.

## Административная принадлежность
| Сербская позиция                                                                 | Албанская позиция                                            |
| -------------------------------------------------------------------------------- | ------------------------------------------------------------ |
| входит в общину Дечани Печского округа автономного края Косово и Метохия, Сербия | входит в общину Дечани Джяковицкого округа Республики Косово |

## Население
Согласно переписи населения 1981 года, в селе проживало 9 человек: все албанцы.
Согласно переписи населения 2011 года, в селе проживало 8 человек: 3 мужчины и 5 женщин; 7 албанцев и 1 горанец.
| Численность населения | Численность населения | Численность населения | Численность населения | Численность населения | Численность населения | Численность населения |
| 1948                  | 1953                  | 1961                  | 1971                  | 1981                  | 1991                  | 2011                  |
| --------------------- | --------------------- | --------------------- | --------------------- | --------------------- | --------------------- | --------------------- |
| 5                     | 5                     | 6                     | 7                     | 9                     | 73                    | 8                     |

## Достопримечательности
На территории села расположена пустынь короля Стефана Дечанского, пустынь Святой Елены, Средняя пустынь, пустынь Святого Ефрема и Белайская пустынь с храмом Святой Богородицы.